# ブック・オブ・ライフ 〜マノロの数奇な冒険〜
『ブック・オブ・ライフ 〜マノロの数奇な冒険〜』（マノロのすうきなぼうけん、原題：The Book of Life）は、2014年のアメリカの3Dコンピュータアニメーションのアドベンチャーミュージカルコメディ映画。製作はReel FX Creative Studios。北米での配給は20世紀フォックス。監督及び共同脚本執筆はホルヘ・グティエレス。メキシコのアニメーターであるグティエレスの初の長編監督作である本作品は、主要キャラクターの声をディエゴ・ルナ、ゾーイ・サルダナ、チャニング・テイタムが務め、脇役でクリスティナ・アップルゲイト、アイス・キューブ、ロン・パールマン、カテ・デル・カスティーヨらが配役されている。音楽はグスターボ・サンタオラヤとポール・ウィリアムズが手掛け、プロデューサーにはギレルモ・デル・トロも名を連ねている。
本作品は、ディア・デ・ロス・ムエルトス（Día de los Muertos、死者の日）を題材に、メキシコ人の生死観、死後の世界観などをメキシコ的サウンドと共に描いた物語で、北米地域では、ディア・デ・ロス・ムエルトスの2週間前に当たる2014年10月17日から劇場公開が始まった。日本では2D版が同年10月31日に「新千歳空港国際アニメーション映画祭2015」で無料上映され、2015年11月6日にDVDとして発売された。

## ストーリー
死者の日（スペイン語：Día de los Muertos、英語：Day of the Dead）にインスパイアされた物語。マノロは3つのファンタジー世界を冒険し、自身の恐れているモノたちと向き合う。

## 登場人物
マノロ・サンチェス（Manolo Sánchez）
声 - ディエゴ・ルナ / 日本語吹替え - 木村昴
ギターと2本の剣を持った闘牛士。代々闘牛士の家に生まれ、家族からは闘牛士になるよう期待されているが、本人には牛を殺したくないから闘牛士にはなりたくない、という思いがある。音楽家を夢見る心優しい青年。
マリア・ポサダ（María Posada）
声 - ゾーイ・サルダナ / 日本語吹替え - 小松由佳
マノロとホアキンが恋焦がれる女性。ボリュームのある長いポニーテールが特徴で、気が強い美女。心優しい性格で、マノロとは相思相愛の仲。格闘技も強い。
ホアキン（Joaquín）
声 - チャニング・テイタム / 日本語吹替え - 鶴岡聡
サン・アンゲルの町のヒーロー的存在。
シバルバ（Xibalba、恐怖の場所、という意味）
声 - ロン・パールマン / 日本語吹替え - 中田譲治
死後の世界のひとつLand of the Forgottenの支配者。ラ・ムエルテの夫。
メアリー・ベス（Mary Beth）
声 - クリスティナ・アップルゲイト/ 日本語吹替え - 本田貴子
博物館ツアーガイド。
キャンドル・メイカー（The Candle Maker）
声 - アイス・キューブ
生者の生活を監視する存在。
ラ・ムエルテ（La Muerte、死、という意味）
声 - ケイト・デル・カスティーリョ / 日本語吹替え - 勝生真沙子
死後の世界のひとつLand of the Rememberedの支配者。シバルバの妻。
カルロス・サンチェス（Carlos Sánchez）
声 - ヘクター・エリゾンド/ 日本語吹替え - 内田直哉
マノロの父。
スケルトン・ルイス（Skeleton Luis）
声 - ダニー・トレホ/ 日本語吹替え - 廣田行生
マノロの死んだ祖父。
カルメン・サンチェス（Carmen Sánchez）
声 - アナ・デ・ラ・レゲラ
マノロの死んだ母。
スケルトン・ホルヘ（Skeleton Jorge）
声 - プラシド・ドミンゴ
マノロの死んだ曽祖父。
スケルトン・カルメロ（Skeleton Carmelo）
声 - ホルヘ・グティエレス

## 製作
ホルヘ・グティエレスは、3D短編アニメ「Carmelo」（カルメロ）で2001年に学生エミー賞（Student Emmy Award）を受賞した後に、ディア・デ・ロス・ムエルトスを題材とした3D長編アニメの企画を、大手映画会社各社に売り込んだが、死をテーマにした子供向け作品で少しダークな内容、ということで全社から断られた、と語っている。
その後、テレビ・アニメーション作品『El Tigre: The Adventures of Manny Rivera』の製作を経た後に、グティエレスが本作の企画のプレゼンをギレルモ・デル・トロたちの前で行った際、散々なプレゼンになりダメだと諦めていたが、デル・トロは、「エル・ティグレ：マニー・リベラの大冒険」を娘たちと共によく視ていて好きだったことから、グティエレスが独特なメキシカンスタイルの作風を持った人物だと知っていて、その時点で既に彼のファンだった、と語っている。そして、本作品が彼にとってどれほど重要な作品であるかを感じ取ったデル・トロは、本作品が、ゴージャスで色々な意味でメキシコのパワフルさを象徴する作品だったこともあり、その場で、これをプロデュースすることに合意した。
死後の世界Land of the Forgottenの支配者（神）シバルバとLand of the Rememberedの支配者（神）ラ・ムエルテという夫婦のモデルは、ディエゴ・リベラとフリーダ・カーロだ、とグティエレスは語っている。